# Pigmeji
Pigmeji, ime kojim se označava grupa tamnoputih plemena veoma niskoga rasta, nastanjenih u tropskoj kišnoj šumi središnje Afrike, od Kameruna preko Konga do unutrašnjosti bivšeg Zaira, a postoji i barem jedna grupa nastanjena u Togou, to su Akebou-Pigmeji. Glavne grupe Pigmeja su: Bakola i Bagyeli u južnom Kamerunu (3.700); Baka; Bedzan u središnjem Kamerunu (manje od 1.000); Tikar; Aka i Mbenzele na sjeveru Demokratske Republike Kongo; Babongo; Mbuti (Bambuti); Efe; Batwa (Twa); Bangombe i Babinga u Gabonu. Preko 150.000 Pigmeja živi još u tropskoj afričkoj šumi.

## Ime
Ime Pigmeji (engl. Pygmy; pl. Pygmies) dolazi od grčkog pugme 'šaka', odakle dolazi u latinski kao pugnus. Izvorno to je bila mjera za udaljenost od ručnog zgloba do lakta. Iz pugme, kaže Gotch (1995), dolazi i  pugmaios, u značenju ' malen poput šake ', ili malen, nerazvijen. Kod Latina riječ se pretvorila u pygmaeus, i ušla u engleski kao pygmies, i pigmeji u hrvatski. Naziv ispočetka, negdje od 14. stoljeća, označava mitske i apokrifne rase niskoga rasta, a za današnje afričke Pigmeje koristi se tek od 19. stoljeća.

## Kultura i Povijest
Povijest Pigmeja slabo je poznata zbog same njihove izoliranosti. Njih ipak spominje još Homer u Ilijadi, u 8. stoljeću pr. Kr. a poznaju ih i stari Egipćani. Europskim osvajanjem Afrike počet će i uništavanje kišne šume u kojoj žive njihove malene zajednice. Oni su lovci i sakupljači. Od svih ostalih susjednih naroda razlikuju se i po svojem jeziku. Životni vijek Pigmeja, kao i kod Bušmana, prilično je nizak, i rijetko kada žive duže od 50 godina. 
Šuma je glavni izvor hrane pigmejskoj zajednici. Uz lov za preživljavanje bilo je potrebno i sakupljanje svega što se moglo pojesti, tu spadaju yam, voće, gljive, korijenje, termiti, gusjenice, puževi. 
Skupine Pigmeja su malene, ovisno o obilju hrane koju nudi priroda. Odsutnost od kuće, prisiljavala je Pigmeje da im malena djeca budu kroz to vrijeme na aloparentalnoj (od allos =drugi + parentalis =roditeljski) skrbi starijih članova društva, obično kod djeda ili bake, ili nekih drugih starijih članova sela, nešto slično što je bilo kod Mbaya, ali iz potpuno drugih razloga, jer su u ataliku Mbaya djeca davana na odgoj u druge obitelji, i malo kada ih se posjećivalo. Kod Pigmeja infant provodi tijekom svoja prva 3 tjedna čak 40 % vremena na skrbi drugih starijih ljudi, a do 9 godine muško dijete je više u društvu s muškarcima nego sa ženama. U društvu muškaraca on će veoma mlad postati vješt lovac. 
Muški posao uz lov su i ritualne aktivnosti, sjeća drveta, krčenje malenih parcela šume, sakupljanje meda, izrada glazbenih instrumenata i obrana od napada opasnih životinja. Za uvođenje u svijet odraslih mladi dečki prolaze obrede inicijacije tijekom kojih će se morati susresti s duhovima šume.

## Vanjske poveznice
- Pygmies of Central Africa Culture, photos and music
- Minorities Under Siege